# Andreas Giebel
Andreas Giebel, (München, 1958. június 4. –) német színész. 

## Filmográfia (válogatás)
| Év        | Magyar cím            | Eredeti cím                               | Szerep           | Megjegyzések                   |
| --------- | --------------------- | ----------------------------------------- | ---------------- | ------------------------------ |
| 1993      | Tetthely              | Tatort                                    | Sandler          | 279. epizód (Alles Palermo)    |
| 1998–2003 |                       | Die Komiker                               |                  | sorozat                        |
| 2004–2016 |                       | München 7                                 | Xaver Bartl      | TV sorozat                     |
| 2006–2011 |                       | Die Rosenheim-Cops                        | Florian Prantl   | TV sorozat, 18 epizód          |
| 2007      |                       | Beste Zeit                                | Kati apja        |                                |
| 2008      |                       | Beste Gegend                              | Kati apja        |                                |
| 2008      |                       | Ossi’s Eleven                             | Georg Richter    |                                |
| 2008      |                       | Räuber Kneißl                             | lelkész          |                                |
| 2009      |                       | Die göttliche Sophie                      | Johann Schüssler | TV film                        |
| 2015      | A rendőrség száma 110 | Polizeiruf 110                            | fogadós          | 328. epizód (Schuld)           |
| 2013      |                       | Wer hat Angst vorm weißen Mann?           | Franz Rissmeyer  | TV film                        |
| 2014      | Legjobb esély         | Beste Chance                              | Kati apja        |                                |
| 2015      | Tetthely              | Tatort                                    | Sandler          | 956. epizód (Die letzte Wiesn) |
| 2017      |                       | Hindafing                                 | Sepp Goldhammer  | TV sorozat, 12 epizód          |
| 2018      |                       | Schwarzach 23 und der Schädel des Saatans | Herbi Zidinger   | TV film                        |
| 2018      |                       | Bier Royal                                | Markus Brandt    | TV film                        |
| 2019–     | Rejtélyek az Alpokban | Watzmann ermittelt                        | Benedikt Beissl  | TV sorozat, főszerep           |

## Kiadványok
- 2002: Vom Heben gezeichnet – ein Sherpa packt aus, Audio-CD ISBN 3-7857-1190-5
- 2009: Altstadtrebellen, Blessing Verlag, ISBN 978-3-89667-416-6